# روسنگ
روسنگ، روستایی از توابع بخش مرکزی شهرستان بجستان در استان خراسان رضوی ایران است.

## جمعیت
این روستا در دهستان جزین قرار داشته و بر اساس سرشماری مرکز آمار ایران در سال ۱۳۹۰، جمعیت آن ۱۴ نفر (۶ خانوار) بوده‌است.